# Tadjikistan aux Jeux olympiques d'hiver de 2006
Le Tadjikistan est représenté par un athlète aux Jeux olympiques d'hiver de 2006 à Turin.

## Médailles
|             | Médaille d'or | Médaille d'argent | Médaille de bronze | Total |
| ----------- | ------------- | ----------------- | ------------------ | ----- |
| Tadjikistan | 0             | 0                 | 0                  | 0     |

## Épreuves

### Ski alpin
- Andrei Drygin